# Gröttjärnen (Hällesjö socken, Jämtland)
Gröttjärnen är en sjö i Bräcke kommun i Jämtland och ingår i Indalsälvens huvudavrinningsområde. Sjön har en area på 0,0663 kvadratkilometer och ligger 409,1 meter över havet.

## Delavrinningsområde
Gröttjärnen ingår i det delavrinningsområde (697129-153722) som SMHI kallar för Mynnar i Järkvisslebäcken. Medelhöjden är 362 meter över havet och ytan är 30,91 kvadratkilometer. Det finns inga avrinningsområden uppströms utan avrinningsområdet är högsta punkten. Mussjöbäcken som avvattnar avrinningsområdet har biflödesordning 3, vilket innebär att vattnet flödar genom totalt 3 vattendrag innan det når havet efter 67 kilometer. Avrinningsområdet består mestadels av skog (86 procent). Avrinningsområdet har 0,35 kvadratkilometer vattenytor vilket ger det en sjöprocent på 1,1 procent.